# 악령의 땅
《악령의 땅》(영어: Compound Fracture)은 미국에서 제작된 2013년 초자연 공포 스릴러 영화이다. 앤서니 J. 리커트엡스틴이 연출, 촬영, 공동 제작, 공동 편집을 담당하고, 타일러 메인과 공동 각본을 작성하였다. 타일러 메인, 데릭 미어스, 뮤즈 왓슨 등이 출연하였다.

## 출연
- 타일러 메인
- 뮤즈 왓슨
- 데릭 미어스
- 러네이 기얼링스
- 레슬리 이스터브룩
- 앨릭스 색슨
- 대니얼 로벅